# Nethen (ruisseau)
Pour le village, voir Nethen.
La Nethen est une rivière  de Belgique, affluent de la Dyle, donc sous-affluent de l'Escaut par le Rupel.

## Géographie
Elle prend sa source à Beauvechain. Coulant de l'est-sud-est vers l'ouest-nord-ouest et alimentée en eaux par plusieurs petits affluents, elle finit par se jeter dans la Dyle, à la limite nord du village de Nethen. Elle aura fait un parcours réel de 15,26 km (y compris la déviation artificielle par le domaine du Valduc), partant d'une altitude de 95 m pour aboutir à moins de 30 m, ce qui offre une pente moyenne de 0,4 %.